# Comedie fantastică (film)
Comedie fantastică este un film de comedie științifico-fantastic românesc din 1975, regizat de Ion Popescu-Gopo după propriul scenariu. Rolurile principale sunt interpretate de Dem Rădulescu, Cornel Coman, Vasilica Tastaman și George Mihăiță.
Subiectul filmului îl reprezintă cercetarea efectuată de un robot extraterestru de pe planeta Nepton de a găsi o sursă nouă de energie pe planeta Terra.

## Rezumat
În secvențele de început ale filmului se specifică următoarele: „Un computer electronic, cercetând imensul Cosmos, a constatat că numai 19.000 de planete ar putea avea condiții de viață ca planeta Terra. Printre aceste 19.000 sunt planete noi și viața în formă primară. Pe alte planete, civilizația a atins culmi nebănuite. Ființele acestor planete evoluate suferă. Suferă din lipsă de energie. Telescoape uriașe cercetează Universul. Și oriunde apare o idee nouă, despre un nou combustibil, este trimis de urgență, spre cercetare, un robot realizat cu grijă după chipul și asemănarea inventatorilor.”.
Pe mai multe planete din Univers există forme de viață sub diferite forme. Unele din acest forme de viață duc lipsă de surse de energie. În acest sens, un robot extraterestru de pe planeta Nepton (interpretat de Dem Rădulescu) sosește pe Terra și ia un chip uman pentru a intra în relație cu un profesor de școală (Cornel Coman) ce construise în curtea casei sale o rachetă cosmică din fiare vechi. Invenția sa a fost distrusă într-un incendiu provocat de Tapiru (un om care credea că profesorul folosea racheta doar pentru a atrage acolo femei), profesorul fiind transportat de urgență la spital.
Extraterestrul discută cu mai multe persoane care intraseră în contact cu profesorul: cu un copil (Petre Țăranu), cu directorul școlii (Horia Popescu) la care preda profesorul, cu Tapiru (Jorj Voicu) și cu Corina (Vasilica Tastaman), iubita Tapirului. Fiecare oferă un alt răspuns la întrebarea extraterestrului. Iubita Tapirului afirmă că profesorul a zburat în Cosmos cu racheta și că ar fi produs în acel vehicul forme de viață din apa mării. Călătoria a durat 2 milioane de ani. În acest timp, s-a născut un copil pe nume Ol (interpretat la maturitate de George Mihăiță) care este îngrijit de un robot și instruit de profesor prin intermediul unor lecții care sunt prezentate pe monitorul unui calculator. Când a crescut, Ol se simte cuprins de singurătate și vrea să cunoască viața nu numai din cărți, ci să o simtă și în realitate. El manevrează planeta spre Pământ, unde aterizează, iar Ol se trezește pe țărmul unei mări.
Auzind toate aceste relatări, extraterestrul afirmă că va aduce de pe Pământ pe planeta sa, pentru a reîmprospăta rezervele epuizate ale acesteia, nu o formă nouă de energie, ci experiența umană și înțelepciunea pământenilor bazate pe umor și fantezie.

## Distribuție
- Dem Rădulescu — robotul extraterestru de pe planeta Nepton
- Cornel Coman — profesorul de matematică, constructorul rachetei
- Vasilica Tastaman — muzeografa Corina, iubita Tapirului
- George Mihăiță — Ol, copilul născut în Cosmos
- Martha Hertzegh — robotul care-l îngrijește pe Ol (menționată Marta Hertzegh)
- Horia Popescu — directorul școlii
- Jorj Voicu — Tapiru, bărbatul care a dat foc rachetei
- Petre Țăranu — „Pisoi”, fiul barmaniței
- Rodica Popescu Bitănescu — o femeie din bar (menționată Rodica Popescu)
- Florin Vasiliu — chefliul din bar
- Coca Andronescu — barmanița
- Mihai Berechet — ospătarul
- Haralambie Boroș — bărbatul în salopetă din bar
- Ștefan Niculescu-Cadet — bărbatul entuziast din bar
- Horia Căciulescu — profesorul de gimnastică
- Mircea Bogdan — paznicul rachetei
- Eugenia Maci — fata de pe plajă
- Gheorghe Șimonca — maestrul de ceremonii de la inaugurarea rachetei
- Ștefan Cajal
- Ion Dinu — partener de bowling al Tapirului
- Mihnea Mihăilescu
- Lucian Iancu — partener de bowling al Tapirului (nemenționat)
- Constantin Fugașin — barmanul de la clubul de bowling (nemenționat)

## Producție
Scenariul filmului a fost scris de Ion Popescu-Gopo și a avut inițial titlul „Terra”. El a fost achiziționat de casa de filme în noiembrie 1972, fiind apoi dezvoltat și modificat. Varianta finală a fost predată în martie 1974. Filmul a intrat în faza de producție la 22 aprilie 1974 cu titlul de lucru „Pasărea Phoenix”. Filmările au avut loc în perioada 18 iulie - 16 decembrie 1974. Filmul a fost realizat în studiourile Centrului de Producție Cinematografică București.
Efectele optice au fost realizate de Mircea Sterescu, Nicolae Novac și Erich Gierling, iar machetele de Enache Hărăbor. Filmările combinate și trucajele sunt creația operatorului Alexandru (Alecu) Popescu, fratele regizorului. Regizori secunzi au fost Constantin Dicu și Ovidiu Georgescu. Muzica a fost compusă de Dumitru Capoianu și interpretată de Orchestra simfonică și Orchestra de muzică ușoară ale Radioteleviziunii și de Fanfara reprezentativă a Ministerului Apărării Naționale. În coloana sonoră a filmului sunt incluse fragmente din Concertul de pian nr. 1 de Piotr Ilici Ceaikovski.
După vizionarea sa la 4 aprilie 1975 de către Dumitru Popescu, s-au solicitat operații de remontaj și introducere de texte. Copia standard a fost finalizată la 21 aprilie 1975. Cheltuielile de producție s-au ridicat la 3.474.000 lei. 

## Recepție
Filmul Comedie fantastică a fost vizionat de 1.329.409 spectatori la cinematografele din România, după cum atestă o situație a numărului de spectatori înregistrat de filmele românești de la data premierei și până la data de 31.12.2007 alcătuită de Centrul Național al Cinematografiei.

### Premii
Comedie fantastică a fost nominalizat pentru Ursul de Aur la Festivalul Internațional de Film de la Berlin (1975).

### Aprecieri critice
Ion Popescu-Gopo a afirmat că nu a dorit să creeze un film SF, ci o comedie. După cuvintele sale: „Deși pare și chiar este plin de informație modernă și prognoză științifică aproape fantastică, filmul acesta nu trebuie privit ca un film științifico-fantastic, el trebuie privit ca o comedie”. În lucrarea „Istoria filmului românesc (1897-2000)”, criticul Călin Căliman afirma că filmul Comedie fantastică este de fapt un film vesel.
Criticii de film de la momentul lansării filmului au apreciat în majoritate ideea originală a lui Gopo, remarcând tragismul omului creat în Cosmos și care este izolat de semenii săi. Într-un articol publicat în 1975 în revista „Cinema”, Alice Mănoiu a comparat acest film cu Fahrenheit 451 sau mai recentele Odiseea spațială 2001 și Solaris. Filmul său a fost conceput „într-o lumină originală, de acasă, din împărăția tinereții fără bătrânețe, cu irezistibilă chemare din valea plângerii, nemuritoarea vatră a amintirii...”. D.I. Suchianu a remarcat în 1975 în aceeași revistă că „după un zbor de două milioane de ani prin Cosmos, s-a constatat că tot pe planeta noastră Terra traiul a rămas cel mai frumos”. 
Criticul Tudor Caranfil a dat filmului trei stele din cinci și a comentat faptul că omul creat să devină o ființă perfectă nu poate fi fericit decât alături de alți oameni. „La bordul unei nave cosmice a fost creat, din apa mării, un copil menit sa fie îngrijit de o «mamă» - robot. Sortit să devină ființă perfectă, înarmat cu cunoștințe universale proiectate pe pereții navei, el crește în confort artificial și lipsă de afecțiune. Imaginile pământești îl tulbura pe ciudatul pasager care simte dorința să pipăie ierburile și să țină de mână o fată... Eseu umoristic, cu un Gopo în plină formă, demonstrând că nu întotdeauna știința dezumanizează. (...) Din păcate, filmul e hibrid, ezitând între două direcții ale narațiunii: cea principală, a „Homunculului” rupt de Terra impură, și cea a Extraterestrului trimis pe Pământ în căutare de surse energetice. Dar ce bun rol pentru Mihăiță!”
Un critic contemporan, regizorul Mihnea Columbeanu, a afirmat că după realizarea capodoperei Scurtă istorie, talentul lui Ion Popescu-Gopo „s-a disipat în cam tot atâtea filmulețe derizorii”, regizorul revenind în avanscena cinematografului românesc abia în 1975, cu Comedie fantastică, „un S.F. în toată regula, dar abordat la cel mai soft mod posibil, despre alienare și umanitate în condițiile unei societăți hiper-tehnologizate”.